# Trogoderma morio
Trogoderma morio is een keversoort uit de familie spektorren (Dermestidae). De wetenschappelijke naam van de soort werd in 1842 gepubliceerd door Wilhelm Ferdinand Erichson.